# ダスゲニー
ダスゲニー（Das Genie、1980年4月27日 - 不明）は日本の競走馬、繁殖牝馬。主な勝ち鞍はサンスポ4歳牝馬特別、報知杯4歳牝馬特別、クイーンカップ。
競走馬名は「天才」を意味するドイツ語。そのことにちなんで「天才少女」と呼ばれた。

## 経歴

### 競走馬時代
ダスゲニーの馬主であった三島武は医師で、所有馬にドイツ語の競走馬名をつけることが多かった（1982年の桜花賞馬リーゼングロスも三島の持ち馬）。三島はデビュー前に牧場を走るダスゲニーが俊敏な脚さばきを見せたのを見て、ドイツ語で「天才」を意味するダスゲニーを競走馬名に決めた。
ダスゲニーは1982年12月の新馬戦でデビュー（結果は4着）。同月末に2戦目の未勝利戦で初勝利を挙げた。翌1983年1月、重賞のクイーンカップに出走。3戦目の条件戦紅梅賞で6着に敗れていたダスゲニーの人気は11番人気と低かったが、後方から追い込むレース運びで2着馬に4馬身の差をつけて優勝した。続く桜花賞トライアルの4歳牝馬特別も追い込む競馬で優勝。重賞2連勝を飾るとともに桜花賞の有力候補と目されるようになった。しかし桜花賞ではダイナカールに次ぐ2番人気に支持されたが、不良馬場に対応できず10着に敗れた。
桜花賞の後、陣営は優駿牝馬トライアルの4歳牝馬特別への出走を決定した。しかしレース4日前に腰部のアテロームの中に脂肪が溜まっていることが判明した。日本中央競馬会の獣医師は手術を行うべきであることと、手術後2か月はレースに出走できないことを三島に告げた。三島はこの診断に反発し、自ら執刀した上でダスゲニーを4歳牝馬特別に出走させると主張した。獣医師資格を持たない三島が執刀することは獣医師法に違反するため、三島が立ち会った上で獣医師が手術を行い、手術後ダスゲニーは4歳牝馬特別に出走することになった。
レース当日のダスゲニーは腰の手術痕をはっきりと確認できる状態であった。4歳牝馬特別を優勝したことでダスゲニーの評価は高まり、優駿牝馬でも1番人気に支持されたが結果は28頭中23着に終わった。
優駿牝馬の後、ダスゲニーはおよそ2年9か月、27戦の競走生活を続け、1984年の安田記念でハッピープログレスの2着になるなど牡馬を相手に健闘も見せたが、結局勝利を挙げることはできなかった。そして、1986年2月の東京新聞杯を最後に競走馬を引退した。

### 引退後
引退後は繁殖牝馬となったが、当初不受胎も多く、生まれた産駒も競走馬として大成することはなかった。その後1999年10月に用途変更となり、その後の消息は不明である。結果的に最後の産駒となったクランツゲニーが唯一の後継牝馬だったが、一頭も仔を残せず、ダスゲニーの牝系は現役まで残っていない。

## 血統表
| ダスゲニーの血統（テディ系 / Fair Trial4×4=12.50%、Pharos4×5=9.38% (母内) ） | ダスゲニーの血統（テディ系 / Fair Trial4×4=12.50%、Pharos4×5=9.38% (母内) ） | ダスゲニーの血統（テディ系 / Fair Trial4×4=12.50%、Pharos4×5=9.38% (母内) ） | （血統表の出典）             | （血統表の出典） |
| 父 *ネプテューヌス Neptunus 1961 黒鹿毛 フランス                             | 父の父Neptune 1955                                                           | Crafty Admiral                                                               | Fighting Fox                 | Fighting Fox     |
| 父 *ネプテューヌス Neptunus 1961 黒鹿毛 フランス                             | 父の父Neptune 1955                                                           | Crafty Admiral                                                               | Admiral's Lady               |                  |
| 父 *ネプテューヌス Neptunus 1961 黒鹿毛 フランス                             | 父の父Neptune 1955                                                           | Timely Tune                                                                  | Eight Thirty                 | Eight Thirty     |
| 父 *ネプテューヌス Neptunus 1961 黒鹿毛 フランス                             | 父の父Neptune 1955                                                           | Timely Tune                                                                  | Gala Song                    |                  |
| 父 *ネプテューヌス Neptunus 1961 黒鹿毛 フランス                             | 父の母Bastia 1951                                                            | Victrix                                                                      | Kantar                       | Kantar           |
| 父 *ネプテューヌス Neptunus 1961 黒鹿毛 フランス                             | 父の母Bastia 1951                                                            | Victrix                                                                      | Victory                      |                  |
| 父 *ネプテューヌス Neptunus 1961 黒鹿毛 フランス                             | 父の母Bastia 1951                                                            | Barberybush                                                                  | Ksar                         | Ksar             |
| 父 *ネプテューヌス Neptunus 1961 黒鹿毛 フランス                             | 父の母Bastia 1951                                                            | Barberybush                                                                  | Pervencheres                 |                  |
| 母 ミクロホマレ 1970 栃栗毛 日本                                             | 母の父*テスコボーイ Tesco Boy 1963 黒鹿毛 イギリス                           | Princely Gift                                                                | Nasrullah                    | Nasrullah        |
| 母 ミクロホマレ 1970 栃栗毛 日本                                             | 母の父*テスコボーイ Tesco Boy 1963 黒鹿毛 イギリス                           | Princely Gift                                                                | Blue Gem                     |                  |
| 母 ミクロホマレ 1970 栃栗毛 日本                                             | 母の父*テスコボーイ Tesco Boy 1963 黒鹿毛 イギリス                           | Suncourt                                                                     | Hyperion                     | Hyperion         |
| 母 ミクロホマレ 1970 栃栗毛 日本                                             | 母の父*テスコボーイ Tesco Boy 1963 黒鹿毛 イギリス                           | Suncourt                                                                     | Inquisition                  |                  |
| 母 ミクロホマレ 1970 栃栗毛 日本                                             | 母の母ネギシ 1956 栗毛 日本                                                  | *マイナーズランプ Miner's Lamp                                               | Signal Light                 | Signal Light     |
| 母 ミクロホマレ 1970 栃栗毛 日本                                             | 母の母ネギシ 1956 栗毛 日本                                                  | *マイナーズランプ Miner's Lamp                                               | Young Entry                  |                  |
| 母 ミクロホマレ 1970 栃栗毛 日本                                             | 母の母ネギシ 1956 栗毛 日本                                                  | ハナクワイズ                                                                 | クモノハナ                   | クモノハナ       |
| 母 ミクロホマレ 1970 栃栗毛 日本                                             | 母の母ネギシ 1956 栗毛 日本                                                  | ハナクワイズ                                                                 | *アンチクロクワイズ F-No.1-o |                  |